# Phobeticomyia spinosa
Phobeticomyia spinosa är en tvåvingeart som beskrevs av Mitsuhiro Sasakawa 1987. Phobeticomyia spinosa ingår i släktet Phobeticomyia och familjen lövflugor.
Artens utbredningsområde är Thailand. Inga underarter finns listade i Catalogue of Life.